# Eleginopidae
Famille
Cette famille n'est pas reconnue par ITIS qui place le genre Eleginops sous Perciformes → Notothenioidei → Nototheniidae.

## Liste des espèces
Selon FishBase :
- genre Eleginops
  - Eleginops maclovinus  (Cuvier, 1830)